# Zabid
Zabid (arapski: زبيد) (ali i  Zebid) je grad s oko 23.000 stanovnika na zapadu Jemena uz obalnu ravnicu prema Crvenom moru u muhafazi al-Hudaidi. Zbog svoje jedinstvene stambene i vojne arhitekture i urbanističkog plana, Zabid je upisan na UNESCO-ov popis mjesta svjetske baštine u Aziji i Oceaniji 1993. godine, a 2000. godine je dospio i na popis ugroženih mjesta svjetske baštine zbog ruševnog stanja povijesnih zgrada, upisan na zahtjev države.

## Povijest grada
Grad je dobio ime po Wadi Zabid, u slučaju Zabida wadi je dolina (a ne presušeni vodotok) koja se nalazi na jugu mjesta, to je jedan od najstarijih gradova u Jemenu. Zabid je bio glavni grad Jemena od 13. st. do 15. stoljeća i središte arapskog i muslimanskog svijeta zbog svog glasovitog Sveučilišta Zabid, koje je bilo središte islamskog obrazovanja. On je bio glavni grad dinastije Ziyadida od 819. do 1018. godine i dinastije Najahida 1022. – 1158. godine.  Današnji Zabid je grad na intelektualnim i ekonomskim marginama suvremenog Jemena.
Grad je okružen zidinama koje su ostale do danas, u njima se nalaze četiri vrata:
Bab Al-Shabriq (istočna vrata), Bab Al-Nakhi (zapadna vrata), Bab Al-Qartab (južna vrata) i Bab Siham (sjeverna vrata). Zabid je podijeljen na četiri dijela (četvrti); na četvrt za trgovce, četvrt za učenike vjerskih škola, četvrt za gradske dostojanstvenike i četvrt za zanatlije. U gradu su postojale 29 džamija i 53 medresa (vjerskih škola). Najvrijednije džamije su Al-Asha'ir  podignuta u 8. stoljeću i Velika džamija Zabid podignuta u 16. stoljeću.

## Ugroženost Zabida
Godine 2000. Zabid je stavljen na Listu ugrožene svjetske baštine, to je napravljeno zato da se upozori jemensku vladu, na loše stanje održavanja i očuvanja objekata u gradu. Prema izvještaju UNESCO-a, otprilike: "40 % izvornih gradskih kuća su porušene i zamijenjene betonskim zgradama, a i drugi objekti u drevnom souku su u lošem stanju".  Ako se uskoro ne poduzmu mjere na očuvanju kulturne baštine, u roku od dvije godine Zabid će biti skinut s Liste svjetske baštine UNESCO-a.

## Vanjske poveznice
- UNESCO-ova lista Svjetske baštine
- Zabid na Encyclopedia Britannica